# Iulie 2014
Acest articol este generat integral pe baza informațiilor din articolul 2014 și este actualizat periodic de un robot.
 Editările făcute în articol vor fi șterse la următoarea actualizare! Dacă doriți să faceți modificări, editați articolul-sursă.

ianuarie -
februarie -
martie -
aprilie -
mai -
iunie -
iulie -
august -
septembrie -
octombrie -
noiembrie -
decembrie
Iulie 2014 a fost a șaptea lună a anului și a început într-o zi de marți.

## Evenimente
| Imagine indisponibilă |  | Imagine indisponibilă |
| 17 iulie: Un avion Boeing 777 al Malaysia Airlines se prăbușește în Ucraina, la 50 km de granița cu Rusia. Au murit 298 de oameni, dintre care 283 erau pasageri și 15 făceau parte din echipajul avionului. |  |                       |

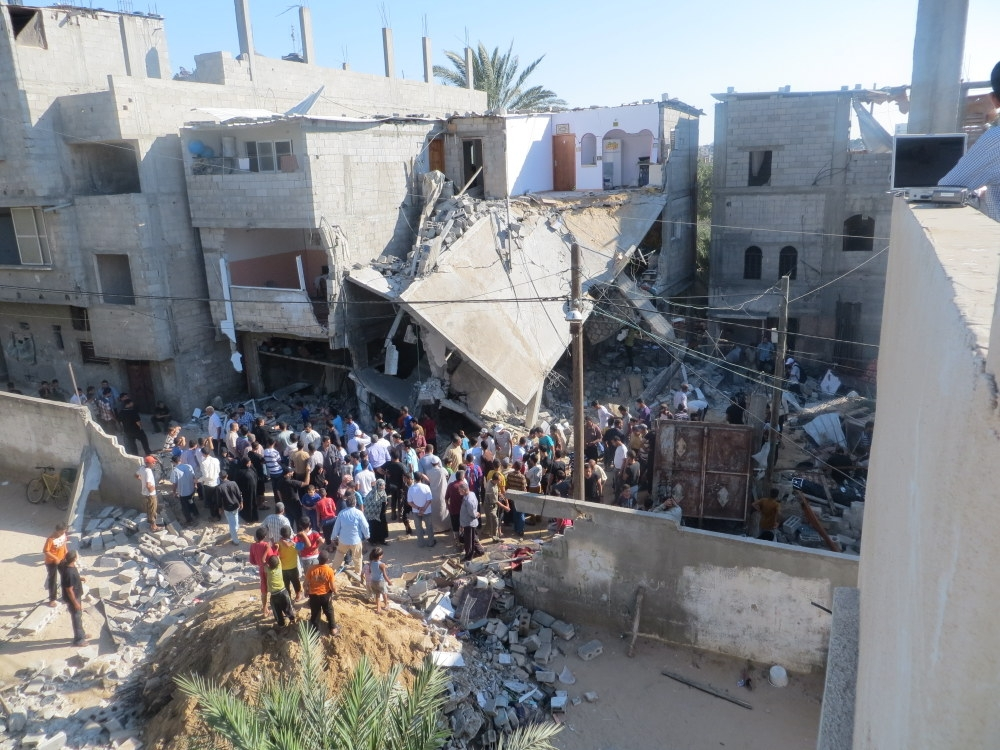
Conflictul din Fâșia Gaza.

- 1 iulie: Italia a preluat de la Grecia președinția Uniunii Europene.
- 1 iulie: Social democratul german Martin Schulz este reales președinte al Parlamentului European pentru încă un mandat de doi ani și jumătate.[1]
- 1 iulie: Fostul președinte al Franței, Nicolas Sarkozy, a fost pus sub acuzare pentru corupție activă și trafic de influență.
- 4 iulie: Parlamentul rus a aprobat anularea a 90% din datoria istorică evaluată la 35,2 miliarde de dolari pe care Cuba o are față de Moscova din perioada sovietică, și rambursarea restului sumei (aproximativ 3,5 miliarde de dolari) în decurs de 10 ani.[2]
- 7 iulie: Specia preistorică Pelagornis sandersi este considerată cea mai mare pasăre zburătoare descoperită până în prezent.
- 8 iulie: Cabinetul israelian a autorizat mobilizarea a aproximativ 40.000 de rezerviști, în perspectiva unei posibile ofensive terestre în Fâșia Gaza. Începutul Operațiunii Protecția graniței a forțelor de apărare israeliene.
- 8 iulie: Brazilia a pierdut cu un scor istoric de 1-7 împotriva Germaniei în semifinalele Campionatului Mondial de Fotbal.
- 10 iulie: Numărul morților în Operațiunea Protecția graniței a ajuns la 80.
- 13 iulie: Germania câștigă Campionatul Mondial de Fotbal 2014.
- 15 iulie: Jean-Claude Juncker a fost ales cu o majoritate de 422 de voturi din 751 în funcția de președinte al Comisiei Europene, urmând să-și înceapă mandatul la 1 noiembrie 2014.
- 15 iulie: Un tren deraiază la Metroul din Moscova omorând 21 de oameni și rănind alți 100, dintre care 50 grav.[3]
- 17 iulie: Un avion Boeing 777 al Malaysia Airlines se prăbușește în Ucraina, la 50 km de granița cu Rusia. Au murit 298 de persoane, dintre care 283 erau pasageri și 15 făceau parte din echipajul avionului.
- 17 iulie: O declarație oficială a Guvernului din Israel anunță că primul ministru Benjamin Netanyahu a ordonat armatei să înceapă o ofensivă terestră în Gaza.
- 18 iulie: Președintele american Barack Obama a declarat într-o conferință de presă susținută la Casa Albă, că prăbușirea zborului MH17 a fost provocată de o rachetă lansată din teritoriul controlat de separatiști pro-ruși, susținuți de Moscova.
- 23 iulie: Două avioane de vânătoare ucrainene Suhoi Su-25 au fost doborâte de separatiștii pro-ruși în Savur Mogila.[4]
- 23 iulie: Zborul 222 TransAsia Airways s-a prăbușit în Taiwan. În accident și-au pierdut viața toate cele 48 de persoane aflate la bord.
- 24 iulie: Zborul 5017 al Air Algérie s-a prăbușit și a dispărut de pe radar când se afla deasupra deșertului Sahara. Cei 116 oameni aflați la bord au murit.
- 24 iulie: Fuad Masum a devenit cel de-al 7-lea președinte al Republicii Iraq.
- 24 iulie: Reuven Rivlin a devenit cel de-al 10-lea președinte al statului Israel.
- 24 iulie: Arseni Iațeniuk și-a dat demisia din funcția de prim-ministru al Ucrainei.
- 24 iulie: La Sloveansk a fost descoperită o groapă comună cu cadavrele unor persoane torturate și ucise de separatiștii pro-ruși[5][6]
- 27 iulie: Armata israeliană a anunțat încetarea armistițiului umanitar și reluarea operațiunilor militare în Fâșia Gaza ca răspuns la "tiruri constante de rachete efectuate de către Hamas". Potrivit unui ultim bilanț, conflictul a provocat moartea a 1.049 de palestinieni, marea majoritate civili. Alți aproximativ 6.000 au fost răniți. De partea israeliană, 43 de militari au fost uciși, dar și doi civili și un muncitor thailandez.

## Decese
- 1 iulie: Matei Alexandru, 86 ani, actor român (n. 1927)
- 2 iulie: Viorel Păiș, 72 ani, biolog român (n. 1942)
- 2 iulie: Paul Wild, 88 ani, astronom elvețian (n. 1925)
- 5 iulie: Volodîmîr Sabodan, 78 ani, preot ucrainean (n. 1935)
- 7 iulie: Alfredo Di Stéfano (n. Alfredo Stéfano Di Stéfano Laulhé), 88 ani, fotbalist (atacant) și antrenor argentinian (n. 1926)
- 7 iulie: Eduard Șevardnadze, 86 ani, președinte al Georgiei (1995-2003), (n. 1928)
- 7 iulie: David Abramovici Tîșler, 86 ani, scrimer olimpic rus (n. 1927)
- 8 iulie: Nicolae Nica, 97 ani, artist popular român (n. 1917)
- 9 iulie: Șlomo Leibovici-Laiș, 86 ani, istoric, eseist, publicist și comentator radio, israelian (n. 1927)
- 12 iulie: Emil Bobu, 87 ani, comunist român (n. 1927)
- 13 iulie: Thomas louis Berger, 89 ani, scriitor american (n. 1924)
- 13 iulie: Nadine Gordimer, 90 ani, scriitoare sud-africană de etnie evreiască (n. 1923)
- 13 iulie: Lorin Maazel, 84 ani, dirijor, compozitor și violonist american (n. 1930)
- 13 iulie: Thomas Berger, romancier american (n. 1924)
- 14 iulie: Vasile Zavoda, 84 ani, fotbalist român (n. 1929)
- 16 iulie: Paul Ryzhenko, 44 ani, pictor rus (n. 1970)
- 18 iulie: Alexandru Negoiță, 88 ani, jurist român (n. 1926)
- 18 iulie: Dietmar Schönherr, 88 ani, actor austriac de film (n. 1926)
- 19 iulie: Skye McCole Bartusiak, 21 ani, actriță americană de film și TV (n. 1992)
- 19 iulie: James Garner (n. James Scott Bumgarner), 86 ani, actor american (n. 1928)
- 20 iulie: Constantin Lucaci, 91 ani, sculptor român (n. 1923)
- 21 iulie: Pavel Petric, 88 ani, om de stat și diplomat sovietic (n. 1925)
- 23 iulie: Aurel Constantin Ilie, 68 ani, senator român (1996-2000), (n. 1946)
- 23 iulie: Oana Orlea (n. Maria Ioana Cantacuzino), scriitoare franceză de etnie română (n. 1936)
- 23 iulie: Aurel-Constantin Ilie, politician român (n. 1946)
- 25 iulie: Bella Kaufman, 103 ani, scriitoare americană de etnie evreiască (n. 1911)
- 26 iulie: Ion Tutoveanu, 99 ani, general român (n. 1914)
- 27 iulie: Christine Oddy, 58 ani, politiciană britanică (n. 1955)
- 28 iulie: Hans Georg Herzog, 99 ani, handbalist român (n. 1915)
- 28 iulie: Alakbar Mammadov, 84 ani, fotbalist sovietic (n. 1930)
- 28 iulie: James Shigeta, 85 ani, actor și cântăreț american de etnie japoneză (n. 1929)